# Santa Bàrbara (Anglès)
|  | Per a altres significats, vegeu «Ermita de Santa Bàrbara (Anglès)». |

Santa Bàrbara és una muntanya de 852 metres que es troba entre els municipis d'Anglès i Osor a la comarca de la Selva. Al cim hi ha un vèrtex geodèsic (referència 300100001 de l'ICGC).